# Bundesartenschutzverordnung
Bundesartenschutzverordnung (česky Spolkové nařízení o ochraně druhů), celým názvem Verordnung zum Schutz wild lebender Tier- und Pflanzenarten (Nařízeni o ochraně divoce žijících živočišných a rostlinných druhů), je německý právní předpis upravující ochranu ohrožených druhů. Poprvé byl vydán 19. prosince 1986.

## Účel nařízení
Jedná se o právní předpis vydávaný na základě Spolkového zákona o ochraně přírody (Bundesnaturschutzgesetz, BNatSchG). Toto nařízení ještě zvyšuje ochranu druhů oproti směrnici EU z roku 1984, na jejímž základě vstoupila ve všech státech EU v platnost Úmluva o mezinárodním obchodu s ohroženými druhy volně žijících živočichů a rostlin (Washingtonská úmluva či CITES).

### Současná podoba
Současná podoba nařízení (k roku 2012) pochází z 16. února 2009 a v platnost vstoupila 1. března 2010.

## Seznam chráněných rostlin a zvířat
Seznam chráněných rostlin a zvířat se nachází v příloze 1 Spolkového nařízení o ochraně druhů (Anlage 1 zur Bundesartenschutzverordnung). Tento seznam by neměl být zaměňován s Červeným seznamem ohrožených zvířat a rostlin, který vydává Spolkový úřad pro ochranu přírody (Bundesamt für Naturschutz).